# Jogosatru
Jogosatru is een bestuurslaag in het regentschap Sidoarjo van de provincie Oost-Java, Indonesië. Jogosatru telt 2749 inwoners (volkstelling 2010).